# Haker
Haker (eng. hacker) je pojam u računalstvu koji može značiti nekoliko stvari. Hakeri su osobe koje odlično poznaju računala, software i hardware. Kao pojam veže uz sebe polemike u stručnim krugovima. Početak polemika je u pogrešnoj uporabi pojma u medijima gdje je česta slika o njima kao kriminalcima. Često ih se zamjenjuje s piscima virusnih kodova i uljezima koji upadaju u informacijske sustave. Hakeri su i osobe čiji rad uključuje prepravljanje postojećih hardverskih i softverskih rješenja kako bi dobila novu funkciju ili otključala neku skrivenu.

## Početci hakerstva
Pravi početak hakerstva seže u 1969. godinu u kojoj su hakeri, Ken Thompson i Dennis Ritchie, napisali prvu inačicu Unixa. Na čelu ARPANETA-a bili su postavljeni bivši sveučilišni profesori. Najvažniji dio rada vodila je Network Working Group tj. skupina odabanih studenata sa sveučilišta. Radili su prema modelu otvorena koda po kojemu svatko bio slobodan izreći svoju ideju na kojoj su kasnije timski radili. Izvorni kod cijelog rada i postignuća bio je javan kako bi ga drugi mogli upoznati i dalje razvijati. Krekerima su prethodili tzv. frikeri (eng. Phreaking=Phone+breaking) koji su tijekom šezdesetih godina pronašli način kako koristiti besplatno telefonske usluge. John Draper znan pod nadimkom „Captain Crunch” jedan je od prvih frikera koji je 1971. godine otkrio da pomoću zviždaljke iz zobenih pahuljica koja proizvodi zvuk frekvencije 2600 Hz može prevariti telefonsku centralu i telefonirati besplatno. Kad je uhvaćen, odlužio je 5 godina uvjetne kazne.

### Akademski hakeri
Akademske hakere odlikuje rad na slobodnom softveru i korištenje vlastitog imena što ih upravo razlikuje od hakera koji vole rad u tajnosti pod raznima aliasima. Razlikuju se uglavnom zbog različitog povijesnog razvoja. Neki od istaknutih hakera su Vinton Cerf, koji je odigrao važnu ulogu u gotovo svim razvojnim pomacima u tehnologiji Interneta i Richard Stallman, pokretač projekta za slobodan operacijski sustav, GNU-a.

### Hakerska etika
Hakerska etika temelji se na razmjeni stručnog znanja te pisanju slobodnog softvera radi lakšeg pristupa informacijama. Etički hakeri bore se protiv virtualnoga kriminala i otkrivaju pogreške kako bi mogli ukloniti sigurnosne nedostatke sustava.

## Krekeri
Krekeri su informatički zanesenjaci koji pokušavaju istražiti nedovoljno poznate mogućnosti nove internetske tehnologije, a dio njih je motiviran kriminalnim pobudama. 
S obzirom na motive razlikuju se hakeri tj. osobe koje iz neznanja ili znatiželje upadaju u tuđe sustave bez namjere nanošenja štete, i krekeri tj. osobe s većim stupnjem znanja koje svjesno provaljuju u tuđe sustave u većini slučajeva iz koristoljublja (neovlašteno kopiranje podataka, prenošenje zloćudnih programa, mijenjanje ili brisanje postojećih podataka).
Općenito, krekeri se mogu podijeliti u tri skupine:
1. bijele - osobe koje svoje znanje koriste kako bi ispitale i poboljšale programe te surađuju s proizvođačima softvera  (white hats)
2. crne - kriminalci koji namjerno uništavaju sustave (black hats)
3. sive - kombinacija bijelih i crnih, npr. špijuni (grey hats)

Napadu krekera je izložen svatko. Teže uzrokovanju neugodnosti, poteškoće i štete žrtvama napada. 
Profesionalni računalni kriminalci često su plaćeni kao špijuni ili teže ostvarenju osobne materijalne koristi. Ponekad vode prave međusobne „virtualne ratove”. Česti su i sukobi oko dokazivanja autorstva, a i međusobno se intenzivno špijuniraju. 
- Kevin Mitnick

Kevin Mitnick jedan je od najpoznatijih hakera na svijetu, a poznat je i pod nadimkom „Condor”. Uhićen je 1995. godine zbog navodne provale u računalo Tsutome Shimomure, stručnjaka za sigurnost računalnih sustava. Objavio je njegov broj kreditne kartice, a uhvaćen je u zajedničkoj suradnji FBI-a i Shimomure. Njihov sukob opisan je u knjizi i filmu istog naziva, Takedown.  
- Cliff Stoll

Cliff Stoll je poznat po izvršenju prvog ozbiljnijeg napada na Mreži. Godine 1986. upao je u mrežu ARPANET-a zbog greške u podatcima o računalima povezanim u mrežu te je uspio kopirati podatke sa sveučilišnih, vojnih i vladinih računala u SAD-u.

### Morisov crv
Poznat je i napad iz 1988. godine poznat kao Morisov crv (eng. Moriss Worm) koji je stvorio Robert T. Morris. To je bio prvi automatizirani mrežni sigurnosni napad. Morris je prva osoba koja je osuđena po američkom Zakonu o računalnoj prijevari i zlouporabi iz 1986. Osuđen je uvjetno na tri godine s 400 sati rada i novčanom kaznom od 10500 dolara. Anonimnost je jedna od temeljnih odlika računalna kriminaliteta.

## Vanjske poveznice
- haker Hrvatska enciklopedija